# ۱۷۳۳ (میلادی)
۱۷۳۳ (میلادی) هزار و هفتصد و سی و سومین سال تقویم میلادی است.

## زادگان
- ۱۳ مارس - جوزف پریستلی، شیمیدان و فیلسوف انگلیسی (درگذشتهٔ ۱۸۰۴)
- ۱۷ مارس - کارستن نیبور، جهانگرد، نقشه‌نگار و ریاضیدان آلمانی (درگذشتهٔ ۱۸۱۵)
- ۴ مه – ژان-شارل د بردا، ریاضی‌دان، فیزیک‌دان، و مهندس فرانسوی (د. ۱۷۹۹)
- ۱۸ سپتامبر – جرج رید، سیاست‌مدار و وکیل آمریکایی (د. ۱۷۹۸)

## درگذشتگان
- ۱۸ مه - گئورگ بوم، نوازندهٔ ارگ و آهنگساز آلمانی سبک باروک (زادهٔ ۱۶۶۱)
- ۲۵ اکتبر - جرولامو ساکری ریاضی‌دان ایتالیایی